# Áno Kalývia (Trikóloni, Arcadie)
Áno Kalývia (grec moderne : Άνω Καλύβια) est une localité située dans le dème de Gortynie, dans le district régional d'Arcadie, dans la périphérie du Péloponnèse, en Grèce.
Selon le recensement de 2021, elle compte 7 habitants.